# Champignonnière

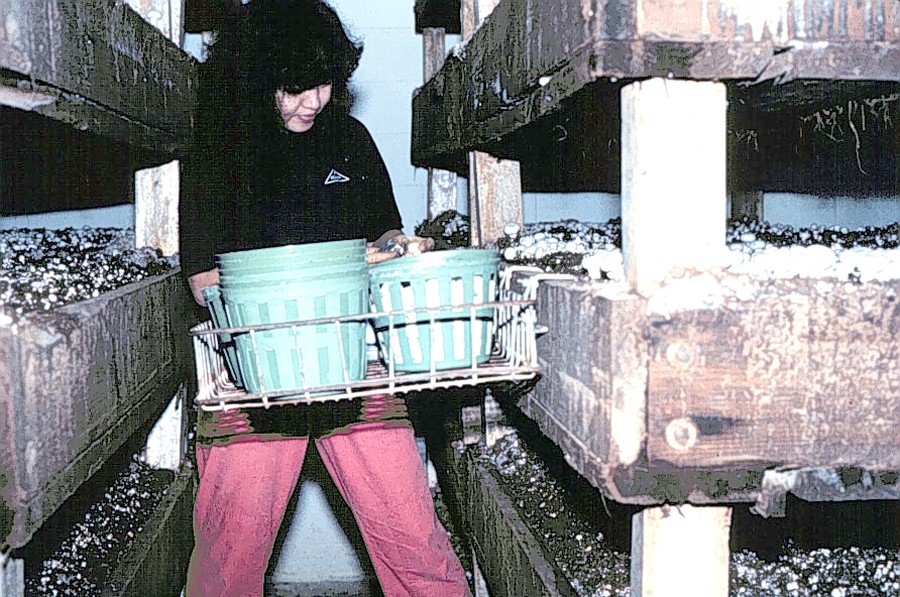
Champignonnière.

Une champignonnière est un lieu de culture de champignons. Les champignonnières sont des milieux sombres et humides, conditions de forçage idéales pour le développement des champignons. Le plus souvent on y cultive l'agaricus, plus connu sous le nom de champignon de Paris ou champignon de couche mais on sait aussi cultiver le pleurote, la truffe, la morille, le pied-bleu, le champignon noir et le shiitaké pour les plus courants. Les progrès en myciculture permettent de cultiver régulièrement de nouvelles espèces mais toutes ne sont pas économiquement rentables.

## Production de champignons cultivés

### Production mondiale
En 2004, la France est quatrième au rang mondial des producteurs de champignons, devancée par (ordre décroissant) la Chine, les États-Unis et les Pays-Bas. La France reste au premier rang mondial de la production de champignons de qualité (1er choix) grâce à ses cultures en milieu forestier.

### Production française
La majorité de la production française est réalisée dans la région de Saumur (Maine-et-Loire) par une seule entreprise. En 2009, la région des Pays de la Loire produit 61 895 tonnes de champignons par an ce qui correspond à 54 % de la production française (114 001 tonnes).
| 2009 | 114 001  |
| 2008 | 133 941  |
| 2007 | 125 441  |
| 2006 | 115 807  |
| 2005 | ?        |
| 2004 | ≈170 000 |
| 2003 | ≈200 000 |
| 2002 | ≈200 000 |

Référence pour les années 2002,2003 et 2004

## Différentes maisons de culture

### En plein air
L'origine de la culture du champignon est très ancienne. On trouve des références à sa consommation en Algérie, Amérique latine, Chine, Égypte, Empire romain, Grèce et Japon.
- Les Grecs cultivent des Pholiotes au IIe siècle av. J.-C., utilisant du fumier de cheval mélangé à de la cendre, posant leur substrat sur un lit de figuier[11].
- Le plus ancien document concernant les champignons shiitake remonte à l'an 199 à l'époque de l'empereur Chūai au Japon[12]. Toutefois, la première trace écrite de la culture du shiitake peut être attribuée à Wu Sang Kwuang, né sous la dynastie Song au Xe siècle et XIe siècle[13]
- En France, au XVIIe siècle sous le règne de Louis XIV, Jean-Baptiste de La Quintinie (jardinier, agronome) cultive le champignon de couche en plein air, quand les conditions climatiques le permettent: au printemps et à l'automne[14].

### Hangars réfrigérés
De nos jours, la quasi-totalité de la production de champignons (même en France) est réalisée dans des hangars réfrigérés. Ces installations sont les plus simples à mettre en œuvre, tant au niveau de l'hygiène que de la sécurité. Les hangars réfrigérés sont utilisés aux États-Unis depuis 1920 et en France depuis 1970.

### Réutilisation des carrières souterraines

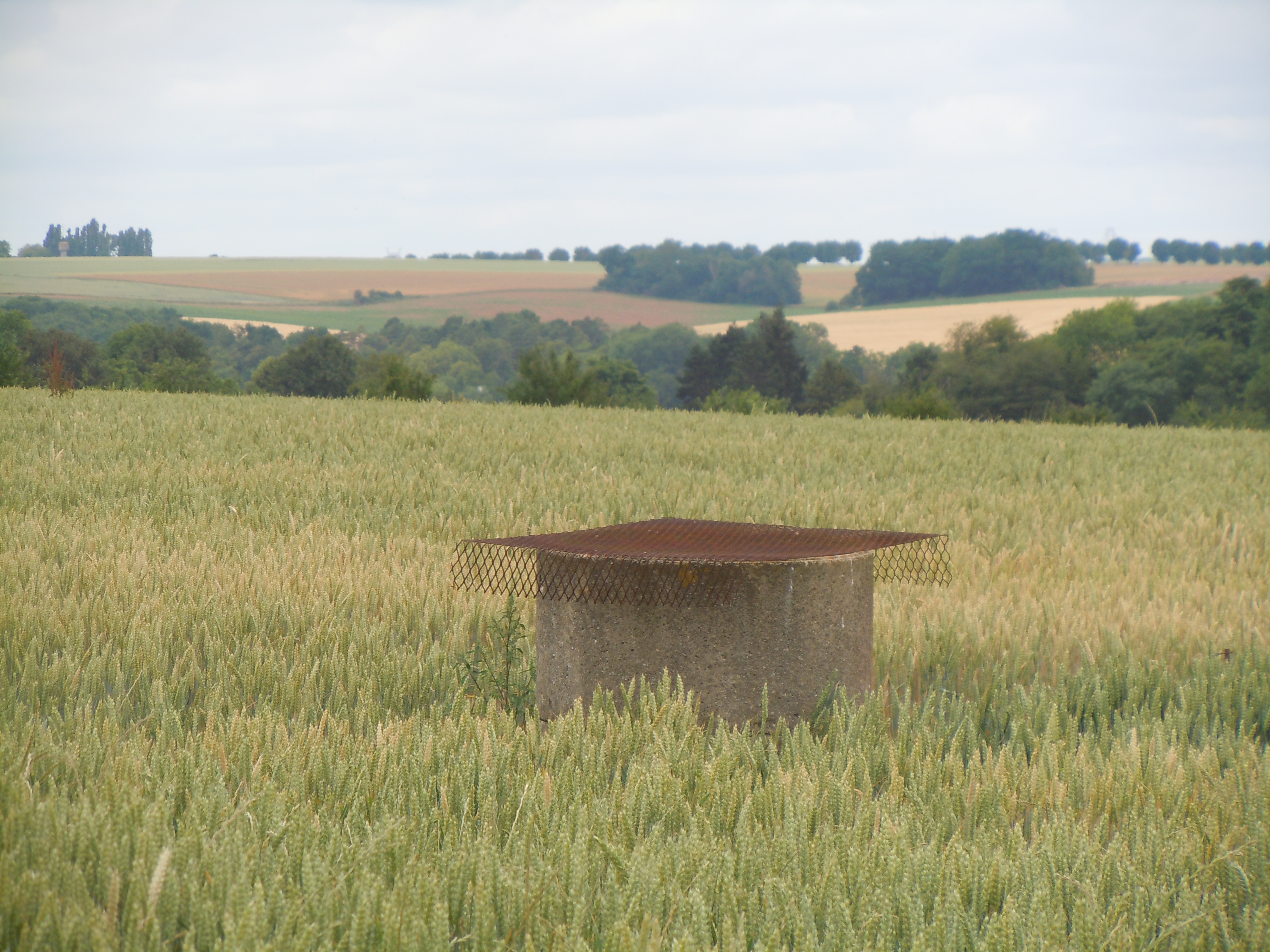
Puits d'aération d'une ancienne carrière utilisée en champignonnière dans le Val-d'Oise.

Jusqu'au milieu du XXe siècle [réf. nécessaire], la majorité des champignonnières étaient réalisées dans d'anciennes carrières souterraines. Les maraîchers qui stockaient leurs légumes en carrières ne tardèrent pas à profiter des propriétés naturelles des carrières : humidité élevée, températures fraîches (de 10 à 14 °C selon les carrières) et constantes, régulation de la circulation de l'air relativement aisée. L'aménagement des carrières pour la culture des champignons étant relativement simple : pose de cloisons en plaques de plâtre, murs en pierre ou plus simplement des bâches plastifiées pour segmenter la carrière en chambres de culture, pose éventuelle de radiateurs et arrivées d'eau; ventilation par les anciens puits d'aérage.
Elles ont prospéré en carrière du XIXe siècle au milieu du XXe. À la fin du XIXe siècle on compte plus de 250 producteurs en région parisienne. En France, la majorité des champignonnières en carrière a disparu dans les années 1970 - 1990 à cause de la concurrence des pays de l'Est et asiatiques, qui cultivent le champignon sous hangar réfrigéré, avec une main-d'œuvre beaucoup moins chère. Les producteurs français utilisent aussi des hangars réfrigérés et rares sont ceux qui continuent à cultiver le champignon de couche en carrières, le réservant par ses tarifs plus chers [réf. nécessaire] à un public haut de gamme.

### Réutilisation d'anciens bunkers
La fin de la Seconde Guerre mondiale sonne le glas de nombreux ouvrages militaires. Récupérés par les municipalités ou des particuliers, ils sont des candidats idéaux pour la culture des champignons. La température est presque constante (grâce à l'enfouissement massif des installations) et peut être immédiatement régulée grâce aux radiateurs et ventilateurs déjà en place. L'approvisionnement en eau est déjà opérationnel. Bien que situés en montagne, certains forts produisaient des pleurotes sans effort.

### Réutilisation d'anciens parkings
Avec la diminution du nombre de voitures, des villes comme Paris ont proposé l'utilisation d'anciens parkings souterrains pour la culture de champignons,.

## Évolution du mode de culture du champignon de couche

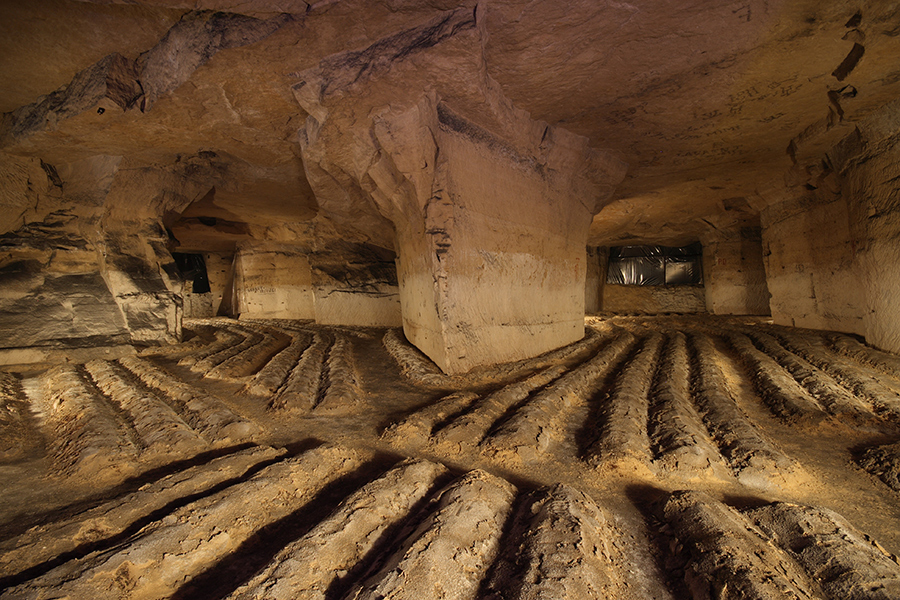
Exploitation en meules longitudinales.

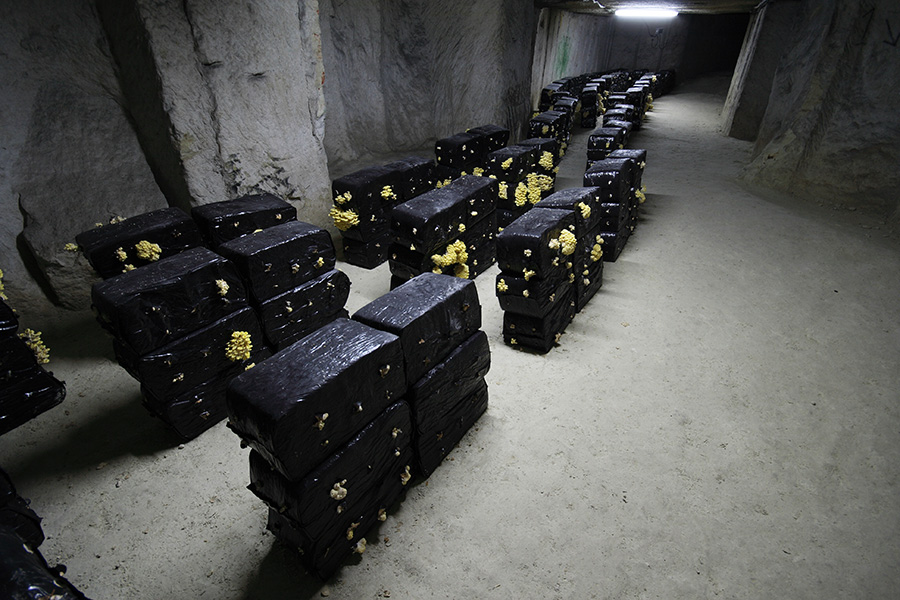
Culture de pleurotes sur des sacs.

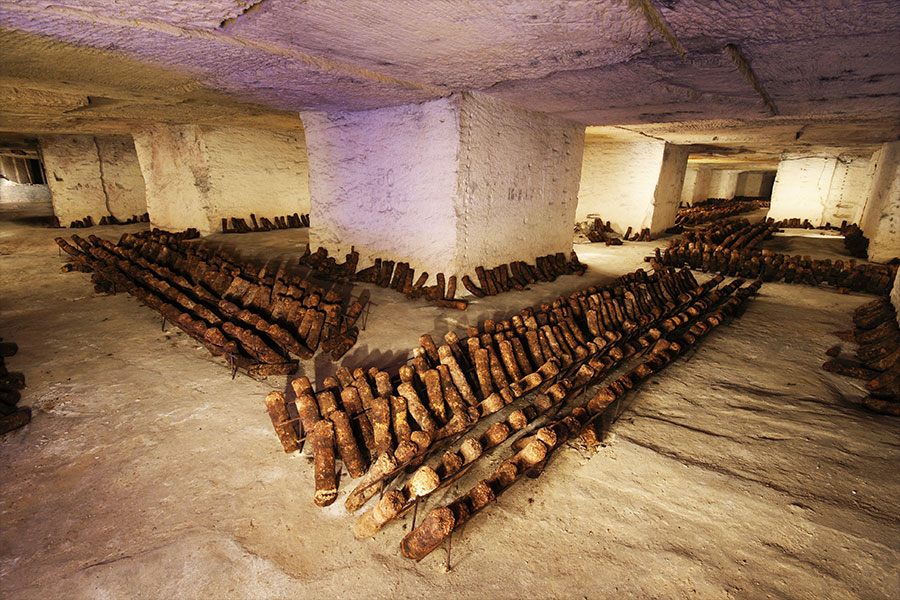
Ancienne culture de Shiitaké à la verticale.

Différentes techniques de culture du champignon de couche se sont succédé au fil des ans. La motivation première de ces évolutions est l'augmentation de productivité. On dénombre un minimum de cinq méthodes d'exploitation : sur tas, sur meules, en caisses bois, en sacs ou en bacs métalliques. Il existe souvent des variantes pour chacune de ces méthodes. La méthode de culture en bac métallique est aujourd'hui la plus utilisée.

### Culture en tas ou meules rondes
Bien qu'anecdotique, les premières[réf. nécessaire] cultures souterraines de champignons se firent sur des tas de compost (en forme de cône). L'espace perdu et la récolte fastidieuse ont vite laissé place à l'exploitation en meules. On trouve encore des traces de telles exploitations dans les carrières d'Isles-les-Meldeuses.

### Culture en meules longitudinales
Au début du XIXe siècle, la culture sur meules du champignon de couche devient la norme. On réalise la culture du champignon de couche sur de longues bandes parallèles de fumier de cheval, ensemencées de mycélium puis recouvertes de terre ou de tourbe. Les meules étaient légèrement espacées pour laisser passer les champignonnistes. La culture sur meules a connu de nombreuses variantes toutes destinées à améliorer soit la productivité, soit le quotidien des champignonnistes. Dans des petites exploitations (vraisemblablement non destinées à la revente) telle qu'à Marly-la-Ville, les meules sont beaucoup plus hautes, pour faciliter le travail de récolte. D'autres champignonnistes ont essayé la culture en plates-bandes, sorte de meules beaucoup plus larges et aplaties. Sans succès[réf. nécessaire] puisque ces méthodes sont restées confidentielles.

### Culture en caisses de bois
Afin de faciliter les opérations de manutention et d'isoler les champignons en cas de maladie, les champignonnistes ont commencé à cultiver les champignons dans des caisses en bois. L'empilement des caisses permettait aussi de gagner beaucoup de place. Cette méthode fût rapidement abandonnée. Pour réutiliser les caisses, il fallait les désinfecter avec un bain de formol. Ajouté à l'humidité ambiante, le bois pourrissait vite. De plus, la récolte n'était pas facilitée par l'empilement. On trouve par exemple des restes de ce type d'exploitation dans les carrières souterraines de Méry-sur-Oise,, ou de Carrières-sur-Seine.

### Culture en sacs
Au début des années 1970, la culture en sacs se démocratise. La fabrication du compost fait appel à des engins de manutention lourde. L'utilisation de convoyeurs (tapis roulants) vers des machines automatisées permet un remplissage automatique des sacs et surtout un mélange parfaitement homogène, contrôlé et brassé avant d'être mis en sacs. Seule une partie de la manutention des sacs est mécanisable. Il faut toujours les placer à la main, bien qu'ils puissent être apportés sur une benne ou une remorque. Leur taille est réduite.

### Culture en bacs métalliques
Reprenant le principe des caisses, les coopératives de champignonnistes conçoivent des grands bacs métalliques sur pieds pour y faire pousser les champignons. La standardisation des bacs permet un transport optimisé pour la taille d'un camion du laboratoire au lieu de culture. Les champignonnistes reçoivent les bacs prêts à l'emploi et n'ont plus qu'à les installer avec des chariots élévateurs.

## Autres types de culture de champignons
Certains champignons sont cultivés à la verticale sur les parallélépipèdes de sciure de bois (cas du pleurote ou du shiitaké par exemple), parfois enveloppés de sacs plastiques troués.
Certains champignons n'ont pas besoin de lumière pour pousser (champignon de Paris), d'autres, au contraire, comme le pleurote ou les pieds bleus en ont besoin d'un peu. Les champignons ne font pas de photosynthèse, mais la lumière joue un rôle de déclencheur. Pour les cultivateurs, elle permet notamment d'augmenter la taille des chapeaux et de diminuer les pieds, ainsi que de donner des couleurs plus vives aux champignons comme les pleurotes.[réf. nécessaire].
La culture des champignons sur bûches est une méthode traditionnelle de myciculture originaire d’Asie, notamment du Japon et de Chine, utilisée depuis des siècles pour produire des espèces comme le shiitake (Lentinula edodes). Cette technique consiste à ensemencer des bûches de feuillus, telles que le chêne ou le hêtre, avec du mycélium, puis à les laisser incuber plusieurs mois dans un environnement humide et ombragé. Une fois le mycélium bien implanté, les champignons peuvent fructifier naturellement pendant plusieurs années. Ce mode de culture, encore pratiqué aujourd’hui, est apprécié pour la qualité gustative et nutritionnelle des champignons qu’il produit, souvent jugés supérieurs à ceux issus de méthodes plus intensives. Elle connaît un regain d’intérêt dans les pratiques agricoles durables et la permaculture.

## Méthodes de récolte des champignons

### Récolte manuelle
La cueillette manuelle est un travail laborieux mais très efficace. En ne cueillant que les gros champignons, on laisse les plus petits terminer leur croissance. Les champignons sont triés et mis immédiatement en barquette. Parfois, ils subissent un traitement pour les blanchir. Par ailleurs, la réglementation française autorise l'utilisation de métabisulfite de sodium pour leur éviter de brunir avec le temps.

### Récolte mécanique
Les champignons destinés au conditionnement surgelé ou en conserve sont coupés mécaniquement à même les bacs par de grandes lames. Les champignons ne sont ni calibrés, ni triés pour leur qualité, contrairement à la cueillette manuelle.

## Variétés cultivables
Trois "familles" sont à distinguer dans le monde des champignons, selon leur comportement vis-à-vis de leur substrat et de leur environnement : les saprophytes, les mycorhiziens, et les parasites. Les saprophytes décomposent la matière organique (leur substrat), les mycorhiziens interagissent de manière symbiotique avec d'autres végétaux, tandis que les parasites colonisent et tuent d'autres organismes vivants.
Peu de champignons parasites ont un intérêt culinaire, et les mycorhiziens posent des problèmes complexes d'interactions avec leur environnement. C'est pour cette raison qu'à ce jour les saprophytes s'acclimatent mieux à la culture, car leurs substrats organiques (aussi multiples et variés soient-ils) sont plus faciles à fabriquer.[réf. nécessaire]
Quelques exemples de champignons cultivables :
- le champignon de Paris sur crottin de cheval ;
- le pleurote en huître sur de la paille compostée ou sur du marc de café ;
- la morille sur mulch, écorce de résineux ;
- le pied-bleu ;
- le shiitaké (champignon d'origine asiatique) mélanges à base de sciure de bois ;
- la truffe noire du Périgord et la truffe de Bourgogne (mycorhization contrôlée : association symbiotique du champignon à une plante-hôte).